# Radio Ypsilon
radioYpsilon ist ein unabhängiger Radiosender im niederösterreichischen Hollabrunn.
Das Hauptstudio befindet sich im Alten Schlachthof Hollabrunn. Der Name kommt daher, dass es ursprünglich ein Radiosender des BG/BRG Hollabrunn (SKZ A-310016) war, wo sich auch heute noch ein Studio befindet, von dem aus vor allem Livesendungen zum Tag der offenen Tür, Adventmarkt und Schulfest gesendet werden. Ein drittes Studio befindet sich in Znojmo (CZ). Sendeantennen stehen in Hollabrunn (im Turm des BG & BRG Hollabrunn) und in Retz im Lagerhaussilo. Die Signalzubringung zum Hauptstudio wurde von CRN übernommen. radioYpsilon ist Mitglied im Verband Freier Rundfunk Österreich (VFRÖ).

## Geschichte
Das radioYpsilon ging aus der Ausbildung junger Menschen in den Bereichen der journalistischen Recherche, der freien Rede, von Fremdsprachenkenntnissen sowie der Unterhaltungs- und Informationstechnologie im Rahmen des Freigegenstandes Radiojournalismus an den Gymnasien BG/BRG Hollabrunn, der HTL Hollabrunn und dem Gymnázium Dr. Karla Polesného Znojmo hervor. Gegründet wurde es unter dem Namen GymRadio.
Als Trägerverein wurde der gemeinnützige Verein „Medien- und Kommunikationszentrum nördliches Niederösterreich“ gegründet und 1999 um die Erteilung einer Lizenz für Ausbildungsfunk sowie um die Zuteilung einer Sendefrequenz angesucht.
In Gegenwart von Landeshauptmann Erwin Pröll wurde am 14. Oktober 2000 der Sendebetrieb aufgenommen. Seit Dezember 2001 wird über die Frequenz 102,2 MHz auch der Raum Retz und Znojmo versorgt.
Neben dem Studio in Hollabrunn wird seit 2005 ein weiteres in Znojmo betrieben.
Am 29. März 2008 erfolgte die Umbenennung auf Radio Ypsilon. Zum einen wollte man sich vom Image eines Schulsenders lösen, zum anderen soll der Tätigkeitsbereich im Dreiländereck Österreich – Tschechische Republik – Slowakei mit den drei Sprachen durch das Y symbolisiert werden.
Als Ersteller von Programmen sind beziehungsweise waren bisher folgende Schulen bei Radio Ypsilon tätig:
- AG Hollabrunn,
- BG/BRG Hollabrunn,
- HAK Hollabrunn,
- HBLA Hollabrunn,
- HTL Hollabrunn,
- Polytechnischer Lehrgang Hollabrunn,
- Schule für Gesundheits- und Krankenpflege Hollabrunn,
- HAK Retz,
- HLT Retz,
- Bundeshandelsakademie Laa an der Thaya
- HAK Krems,
- HBLA Tulln,
- BG/BRG Wien XVIII., Schopenhauerstraße,
- BG/BRG Wien XVIII., Schopenhauerstraße - Schulbrüder,
- BG/BRG Wien XIX., Billrothstr. 73,
- Fachhochschule für Medien, Sankt Pölten und die
- Donau-Universität Krems.

Außerdem arbeiten auch nicht-österreichische Schulen und Institutionen mit:
- Gymnázium Dr. Karla Polesného Znojmo
- BBC World News vom BBC World Service in englischer Sprache
- Autonomes Jugendzentrum von Senica (Slowakei)
- Gymnázium Břeclav (Lundenburg)

Geplant ist die Beteiligung vom
- katholischen Gymnázium Třebíč,
- dem Gymnasium und der Masaryk-Universität Brno und dem
- II Liceum Ogólnoksztoucajce Chrzánow in Polen.

Insgesamt wurden in den Jahren 1998–2008 mehr als 300 Studenten aus den Gymnasien BG/BRG Hollabrunn und Dr. Karla Polesného Znojmo, aus der HTL Hollabrunn sowie aus der HLT Retz in Radiojournalismus ausgebildet und erlernten dabei auch den Umgang mit Unterhaltungs- und Informationstechnologie. Einige dieser Leute sind inzwischen beruflich bei Radiosendern tätig.
1999 gewann GymRadio mit seiner 26-minütigen „Kosovo“ - Sendung den „Moment - Leben heute“ - Preis für die beste Schülerradio-Sendung in Österreich. 2004 wurde ein Projekt mit Gymradio als zentralem Projektpartner mit dem „Euregio Innovationspreis“ ausgezeichnet. 2007 gewann der Sender den Ideenwettbewerb der Dorf- und Stadterneuerung des Landes Niederösterreich mit dem Projekt „Grenzenlose Jugend – multikulti Radio“.
Seit 2008 übernimmt radioYpsilon im Rahmen einer Kooperation zweimal täglich deutschsprachige Nachrichten und Journale von Radio Prag. Ebenfalls 2008 erregte radioYpsilon mit neuen Ideen Aufsehen und genoss internationale Anerkennung mit „Wine on Air“, der weltweit ersten „Radio und Internet Weinkost“ in Kooperation mit regionalen Weinbaubetrieben und dem Regionalmanagement „Land um Hollabrunn“.

## Frequenzen
- FM 94,5 MHz Land um Hollabrunn
- FM 102,2 MHz Raum Retzer Land und Znaimer Land
- FM 89,0 MHz Ernstbrunn - Leiser Berge
- FM 93,7 MHz Mistelbach

Das Programm von radioYpsilon wird 24 Stunden täglich gesendet.